# Iglesia católica en Honduras

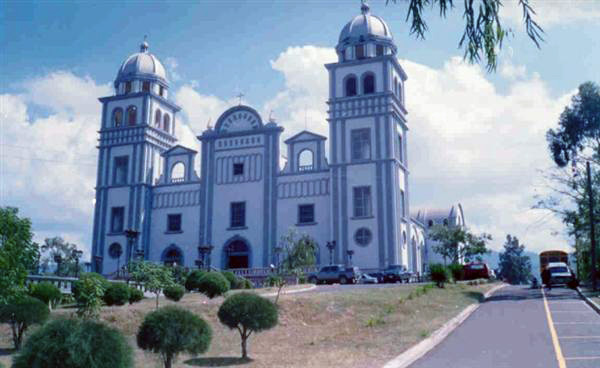
Basílica de Suyapa.

La Iglesia católica está presente en Honduras, país que se encuentra subdividido en una provincia eclesiástica, a cargo de un arzobispo.

## Organización territorial

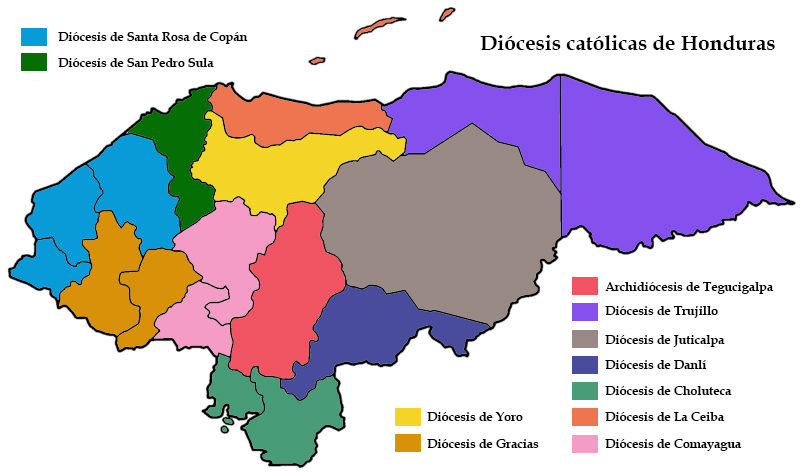
Mapa de las diócesis de la Iglesia Católica en Honduras

La Iglesia católica está presente en el territorio con 2 sedes metropolitanas y 10 diócesis sufragáneas.
- Arquidiócesis de Tegucigalpa
  - Diócesis de Choluteca
  - Diócesis de Comayagua
  - Diócesis de Danlí
  - Diócesis de Juticalpa
- Arquidiócesis de San Pedro Sula
  - Diócesis de La Ceiba
  - Diócesis de Santa Rosa de Copán
  - Diócesis de Trujillo en Honduras
  - Diócesis de Yoro
  - Diócesis de Gracias

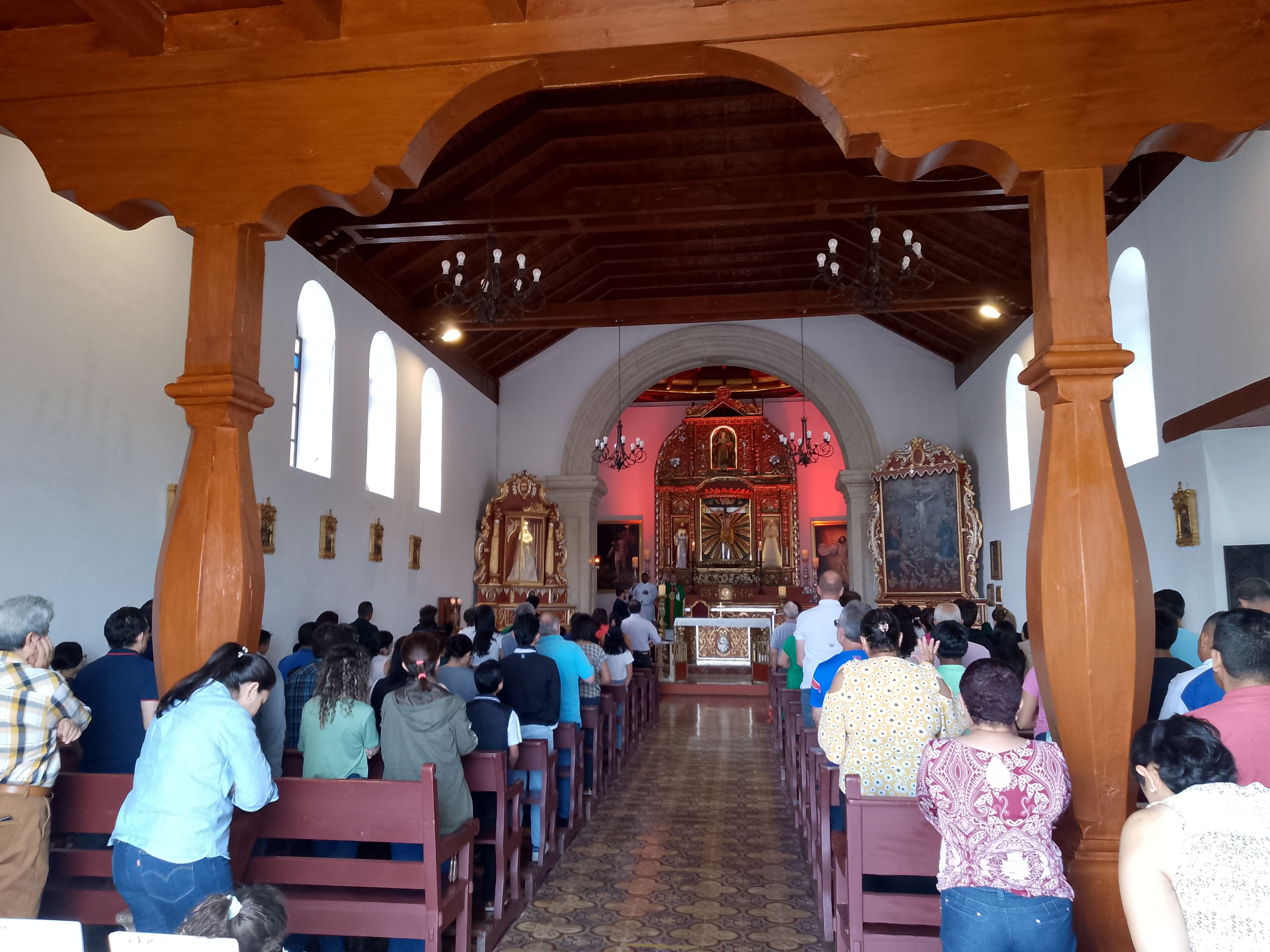
Una misa Católica en Santa Lucia.

En el 2001, fue creado el primer cardenal hondureño, el arzobispo de Tegucigalpa Óscar Andrés Rodríguez Maradiaga.
Las dos últimas diócesis erigidas en el país centroamericano han sido las de Danlí y Gracias. En enero de 2017, el papa Francisco erigió la diócesis de Danlí, con territorio desmembrado de la arquidiócesis de Tegucigalpa.
En abril de 2021, el papa Francisco erigió la diócesis de Gracias, con territorio desmembrado de la diócesis de Santa Rosa de Copán.
Anteriormente, durante el pontificado de Benedicto XVI, fueron creadas dos nuevas diócesis. En septiembre de 2005, el mismo año de su elección como pontífice, el Papa erigió la diócesis de Yoro, que abarcaba el departamento del mismo nombre y con sede en la ciudad de El Progreso (Honduras). El 30 de diciembre de 2011 se anunciaba la creación de la diócesis de La Ceiba, con territorio separado de la diócesis de San Pedro Sula, que incluía el departamento de Atlántida y las Islas de la Bahía.
El 26 de enero de 2023, el papa Francisco elevó la Diócesis de San Pedro Sula a Archidiócesis metropolitana.
La Iglesia Católica estima que el 63 al 65% de la población de Honduras es católica. En la encuesta de opinión pública regional Latinobarómetro de 2015, el 43,6% de los encuestados se identificó como católico; el 42,1%, como evangélico; el 1,8% se declaró perteneciente a otra denominación religiosa, y el 12,4% afirmó no tener ninguna afiliación religiosa.

## Nunciatura apostólica
La internunciatura apostólica de América Central fue instituida en 1908. Esta comprendía las iglesias católicas de los siguientes estados de Centroamérica: Costa Rica, Guatemala, Honduras, Nicaragua, Panamá y El Salvador teniendo como sede la ciudad de Guatemala.
El 30 de septiembre de 1933 fue erigida la nunciatura apostólica de Honduras y El Salvador, que en 1938 ha sido renombrada como nunciatura apóstolica de Honduras.

### Nuncios apostólicos
- Albert Levame † (24 de enero de 1934 - 1938 nombrado nuncio apostólico en El Salvador)
- Federico Lunardi † (31 de octubre de 1938 - 1947 renunció)
- Liberado Tueste † (4 de octubre de 1948 - 1949 renunció)
- Antonio Taffi † (9 de enero de 1950 - 1958 renunció)
- Santas Portalupi † (29 de enero de 1959 - 27 de septiembre de 1967 nombrado delegado apostólico en Libia)
- Lorenzo Antonetti † (23 de febrero de 1968 - 29 de junio de 1973 nombrado pro-nuncio apostólico en el Zaire)
- Gabriel Montalvo Higuera † (14 de junio de 1974 - 18 de marzo de 1980 nombrado pro-nuncio apostólico en Argelia y Túnez y delegado apostólico en Libia)
- Andrea Cordero Lanza de Montezemolo (25 de octubre de 1980  - 1º abril de 1986 nombrado nuncio apostólico en Uruguay)
- Francesco de Nittis † (10 de abril de 1986 - 25 de junio de 1990 nombrado nuncio apostólico en Uruguay)
- Manuel Monteiro de Castro (21 de agosto de 1990 - 12 de abril de 1991 renunció)
- Luigi Cuentas † (12 de abril de 1991  - 15 de mayo de 1999 nombrado nuncio apostólico en Turquía y Turkmenistán)
- George Panikulam (4 de diciembre de 1999 - 3 de julio de 2003 nombrado nuncio apostólico en Mozambico)
- Antonio Arcari (18 de julio de 2003 - 12 de diciembre de 2008 nombrado nuncio apostólico en Mozambico)
- Luigi Blanco (12 de enero de 2009 - 12 de julio de 2014 nombrado nuncio apostólico en Etiopía)
- Novatus Rugambwa (5 de marzo de 2015 - 29 de marzo de 2019, nombrado nuncio apostólico en Nueva Zelanda, Samoa, Tonga, Nauru, Kiribati, Islas Marshall, Palaos e Islas Fiyi y delegado apostólico para el Océano Pacífico)
- Gábor Pintér, del 12 de noviembre de 2019

## Conferencia episcopal
La Conferencia episcopal de Honduras es miembro del Consejo episcopal latinoamericano (CELAM).
Elenco de los Presidentes de la Conferencia episcopal de Honduras:
- Arzobispo Héctor Enrique Santos Hernández, S.D.B. (1963 - 1993)
- Obispo Raúl Corriveau, P.M.Y. (1993 - 1996)
- Cardenal Óscar Rodríguez Maradiaga, S.D.B., del 1996

Elenco de los Vicepresidentes de la Conferencia episcopal de Honduras:
- Obispo Ángel Garachana Pérez, C.M.F., S.D.B., desde el 2007

Elenco de los Secretarios generales de la Conferencia episcopal de Honduras:
- Obispo Luis Felipe Solé Hace, C.M., desde el 2007